# اورلاندو ساین
اورلاندو ساین (انگلیسی: Orlando Sain; ۳ فوریهٔ ۱۹۱۲ – ۱۷ آوریل ۱۹۹۵) بازیکن فوتبال اهل ایتالیا بود.
از باشگاه‌هایی که در آن بازی کرده‌است می‌توان به باشگاه فوتبال جنوآ، باشگاه فوتبال اینتر میلان، و باشگاه فوتبال نووارا اشاره کرد.